# Union Sportive Hostert
L'Union Sportive Hostert è una società calcistica lussemburghese con sede a Hostert, Niederanven.

## Storia
Nel 2011 il club è stato promosso per la prima volta della sua storia in Division Nationale.

## Rosa 2021-2022
Rosa aggiornata al 17 giugno 2022
| N. |                        | Ruolo | Calciatore         |
| -- | ---------------------- | ----- | ------------------ |
| 1  | Polonia (bandiera)     | P     | Michał Augustyn    |
| 6  | Francia (bandiera)     | D     | Quentin Zilli      |
| 7  | Belgio (bandiera)      | C     | Bigen Yala Lusala  |
| 8  | Francia (bandiera)     | C     | Guillaume Trani    |
| 9  | Francia (bandiera)     | A     | Théo Sully         |
| 10 | Lussemburgo (bandiera) | D     | Alexandre Sacras   |
| 13 | Lussemburgo (bandiera) | P     | Fabio Sebastian    |
| 15 | Francia (bandiera)     | D     | Halim Meddour      |
| 16 | Lussemburgo (bandiera) | P     | Alexandre Schiltz  |
| 17 | Croazia (bandiera)     | D     | Amar Duracak       |
| 18 | Lussemburgo (bandiera) | C     | Yannick Cervellera |
| 19 | Germania (bandiera)    | C     | Rasheed Eichhorn   |
| 21 | Belgio (bandiera)      | C     | Jean-Désiré Tibor  |
| 22 | Lussemburgo (bandiera) | D     | Loris Bernardy     |
| 23 | Lussemburgo (bandiera) | D     | Beno Adrovic       |

| N. |                                 | Ruolo | Calciatore       |
| -- | ------------------------------- | ----- | ---------------- |
| 24 | Bosnia ed Erzegovina (bandiera) | D     | Demir Koljenovic |
| 26 | Francia (bandiera)              | A     | Ryad Habbas      |
| 27 | Lussemburgo (bandiera)          | D     | Cedric Steinmetz |
| 29 | Lussemburgo (bandiera)          | C     | Tim Ewert        |
| 31 | Francia (bandiera)              | C     | Thibault Maquart |
| 32 | Francia (bandiera)              | C     | Jordan Steiner   |
| 42 | Francia (bandiera)              | C     | Tarek Nouidra    |
| 44 | Camerun (bandiera)              | P     | Guy N'dy Assembé |
| 75 | Belgio (bandiera)               | A     | Deniz Muric      |
| 98 | Lussemburgo (bandiera)          | C     | Sean Johansson   |
|    | Lussemburgo (bandiera)          | C     | Dino Mahmutovic  |
|    | Senegal (bandiera)              | C     | Abdoulaye Diallo |
|    | Lussemburgo (bandiera)          | A     | Yann Ferreira    |
|    | Lussemburgo (bandiera)          | D     | Benoît Eixler    |

## Palmarès

### Altri piazzamenti
- Coppa del Lussemburgo:

Finalista: 2017-2018

## Strutture

### Stadio
Il club gioca le partite in casa nello Stade Jos Becker con una capienza totale di 1500 posti.